# ستراک هوهانیسیان
ستراک مناتساکانی هوهانیسیان (ارمنی: Սեդրակ Մնացականի Հովհաննիսյան؛ زادهٔ ۳ ژانویهٔ ۱۹۶۱) یک سیاستمدار اهل ارمنستان است که از تاریخ ۱۹۹۶ تا تاریخ ۱۹۹۸ سمت استانداری استان آرماویر را برعهده داشت. وی پشتر از تاریخ ۱۹۹۵ تا تاریخ ۱۹۹۹ سمت نمایندگی دوره اول مجلس ملی جمهوری ارمنستان را برعهده داشت

## زندگی‌نامه
در ۳ ژانویه ۱۹۶۱ در روستای ووسکهاسک به دنیا آمد و از دانشگاه ملی پلی‌تکنیک ارمنستان فارغ‌التحصیل شد. 